# Aeroportul Nalati
Aeroportul Nalati (IATA: NLT, ICAO: ZWNL) este un aeroport din Künes County⁠(d), Ili Kazakh Autonomous Prefecture⁠(d), Xinjiang, Republica Populară Chineză ce deservește zona Künes County⁠(d). Aeroportul a fost tranzitat în 2022 de 23.423 de pasageri.
Aeroportul dispune de o singură pistă.